# Tamchén (yacimiento arqueológico)
Tamchén es el nombre de un yacimiento arqueológico precolombino perteneciente a la cultura maya, ubicado en el municipio de Calakmul, estado de Campeche, en México. Fue registrado recientemente por un grupo de arqueólogos encabezados por el esloveno Ivan Šprajc del Centro de Investigaciones Científicas de la Academia Eslovena de Ciencias y Artes, trabajando en coordinación con el Instituto Nacional de Antropología e Historia de México.

## Toponimia
El nombre (Tamchén) en idioma maya significa pozo profundo.

## El yacimiento
En el sitio han sido identificadas diversas estructuras entre las cuales algunos edificios importantes dispuestos alrededor de varias plazas, un juego de pelota y un templo piramidal de casi 20 metros de altura, además de 10 estelas y tres altares. También fueron encontrados más de treinta chultunes (pozos artificiales para guardar agua), uno de los cuales con más de trece metros de profundidad, razón por la cual se le atribuyó al yacimiento el nombre maya de Tamchén.
A reserva de profundizar en la investigación del lugar se estima que, al igual que Lagunita, yacimiento registrado simultáneamente por el mismo grupo de arqueólogos, corresponde al periodo clásico tardío de la cultura maya (siglo VIII al X d. C.)